# Стружа (Нижньосілезьке воєводство)
Стружа (пол. Stróża) — село в Польщі, у гміні Меткув Вроцлавського повіту Нижньосілезького воєводства.
Населення — 333 особи (2011).
У 1975-1998 роках село належало до Вроцлавського воєводства.

## Демографія
Демографічна структура станом на 31 березня 2011 року:
|          | Загалом | Допрацездатний вік | Працездатний вік | Постпрацездатний вік |
| -------- | ------- | ------------------ | ---------------- | -------------------- |
| Чоловіки | 164     | 26                 | 127              | 11                   |
| Жінки    | 169     | 36                 | 97               | 36                   |
| Разом    | 333     | 62                 | 224              | 47                   |